# شرکت تولید فیلم
یک شرکت تولید فیلم یا استودیوی تولید ، استودیویی است که در زمینه‌های هنرهای نمایشی ، هنر رسانه‌ای جدید ، فیلم ، تلویزیون ، رادیو ، کمیک ، هنرهای تعاملی ، بازی‌های ویدیویی ، وب‌سایت‌ها ، موسیقی و ویدئو آثاری خلق می‌کند. این گروه‌ها شامل کارکنان فنی و اعضایی برای تولید رسانه هستند و اغلب به عنوان یک ناشر تجاری ثبت می‌شوند.
به‌طورکلی، این اصطلاح به تمام افرادی اطلاق می‌شود که مسئول جنبه‌های فنی ایجاد یک محصول خاص هستند، صرف‌نظر از اینکه تخصص آنها در کجای فرآیند مورد نیاز است یا چه مدت در پروژه مشارکت دارند. برای مثال، در یک اجرای تئاتری، تیم تولید نه تنها گروه اجرایی ، بلکه تهیه‌کننده تئاتر ، طراحان و کارگردان تئاتر را نیز در بر می‌گیرد.
به دلایل قانونی، در صنعت سرگرمی رایج است که شرکت‌های تولیدی، مطالب ناخواسته را از هیچ شرکت، استعداد یا عموم مردم دیگری نپذیرند. همچنین رایج است که فیلمسازان یا تهیه‌کنندگان کارآفرین شوند و شرکت‌های تولیدی خود را تأسیس کنند تا بتوانند کنترل بیشتری بر حرفه و حقوق خود داشته باشند، در حالی که به عنوان یک نیروی محرکه خلاق و تجاری "درون سازمانی" برای شرکت خود عمل می‌کنند، اما در صورت تمایل، به عنوان هنرمند آزاد برای شرکت‌های دیگر نیز به فعالیت خود ادامه می‌دهند.

## وظایف
شرکت تولیدکننده فیلم ممکن است مستقیماً مسئول جمع‌آوری سرمایه برای تولید باشد یا این کار را از طریق یک شرکت مادر ، شریک یا سرمایه‌گذار خصوصی انجام دهد. این بخش، بودجه‌بندی، برنامه‌ریزی، فیلمنامه‌نویسی، تأمین استعداد و منابع ، سازماندهی کارکنان، خودِ تولید، پس‌تولید ، توزیع و بازاریابی را مدیریت می‌کند. 
شرکت‌های تولیدی اغلب یا متعلق به یک شرکت رسانه‌ای ، استودیوی فیلم‌سازی ، ناشر موسیقی ، ناشر بازی‌های ویدیویی یا شرکت سرگرمی هستند یا به دلیل تمرکز مالکیت رسانه‌ها ، تحت قرارداد با آنها می‌باشند که به عنوان شریک یا شرکت مادر شرکت تولیدی عمل می‌کنند. استودیوهای مستقل معمولاً خانه تولید (به لاینزگیت فیلمز مراجعه کنید)، استودیوی تولید (به Amazon Studios مراجعه کنید) یا تیم تولید (به Rooster Teeth مراجعه کنید) را ترجیح می‌دهند. در مورد تلویزیون، یک شرکت تولیدی تحت یک شبکه تلویزیونی فعالیت خواهد کرد. شرکت‌های تولیدی می‌توانند در تولیدات مشترک با یکدیگر همکاری کنند. در موسیقی، اصطلاح تیم تولید معمولاً به گروهی از افراد اشاره دارد که نقش « تهیه‌کننده موسیقی » را که معمولاً برای یک نفر در نظر گرفته شده است، ایفا می‌کنند. 
شرکت‌های انتشاراتی مذکور، آثار خلاقانه‌ی مذکور را توزیع می‌کنند، اما غیرمعمول نیست که شرکت‌های تولیدی به عنوان یک انتشارات عمل کنند. برای مثال، شرکت والت دیزنی و نینتندو به ترتیب به عنوان ناشر استودیوهای انیمیشن والت دیزنی و برنامه‌ریزی و توسعه سرگرمی نینتندو فعالیت می‌کنند. در این مورد، خود-انتشاری را نباید با خود-انتشاریِ انتشاراتِ ونیتی پرس که خدماتی پولی هستند، اشتباه گرفت. استودیوهای تولیدی بزرگ و کوچک، هر دو، یک هیئت تحریریه یا سردبیر ، به همراه اشکال دیگری از سلسله مراتب فرماندهی دارند.